# Coupe d'Algérie de football 1979-1980
Navigation
Coupe d'Algérie
1978-1979 Coupe d'Algérie
1980-1981
La Coupe d'Algérie de football 1979-1980 voit le sacre de l'EP Sétif, qui bat l'USK Alger en finale.
C'est la 5e Coupe d'Algérie remportée par l'EP Sétif et c'est la 7e fois que l'USK Alger atteint la finale de cette compétition.

## Soixante-quatrièmes de finale
(Avant Dernier tour régional)
| Ligue du Centre (// à 14h 30)  |                       |   |          |  |  |  |
| 1                              | IRB Madania (D?)      | - | ...      |  |  |  |
| 2                              | WR Bordj Menaïel (D?) | - | n.c      |  |  |  |
| 3                              | n.c                   | - | n.c      |  |  |  |
| 4                              | n.c                   | - | n.c      |  |  |  |
| 5                              | n.c                   | - | n.c      |  |  |  |
| 6                              | ...                   | - | n.c      |  |  |  |
| 7                              | n.c                   | - | n.c      |  |  |  |
| 8                              | n.c                   | - | n.c      |  |  |  |
| 9                              | n.c                   | - | n.c      |  |  |  |
| 10                             | n.c                   | - | n.c      |  |  |  |
| Ligue de l'Ouest (// à 14h 30) |                       |   |          |  |  |  |
| 1                              | MB Saïda (D2)         | - | ???      |  |  |  |
| 2                              | CRB Sfisef (DH)       | - | ???      |  |  |  |
| 3                              | Nadi Tlemcen (D2)     | - | ???      |  |  |  |
| 4                              | USM Bel Abbès (D2)    | - | ???      |  |  |  |
| 5                              | IRB Mohamadia (DH)    | - | ???      |  |  |  |
| 6                              | CR Tiaret (D?)        | - | ???      |  |  |  |
| 7                              | n.c                   | - | n.c      |  |  |  |
| 8                              | n.c                   | - | n.c      |  |  |  |
| 9                              | n.c                   | - | n.c      |  |  |  |
| 10                             | n.c                   | - | n.c      |  |  |  |
| 11                             | n.c                   | - | n.c      |  |  |  |
| 12                             | n.c                   | - | n.c      |  |  |  |
| Ligue de l'Est(// à 14h 30)    |                       |   |          |  |  |  |
| 1                              | NRB Khroub (D2)       | - | ... (D?) |  |  |  |
| 2                              | CM Constantine (D2)   | - | ???      |  |  |  |
| 3                              | IRB Khenchela (D2)    | - | ???      |  |  |  |
| 4                              | WKF Collo (D2)        | - | ???      |  |  |  |
| 5                              | AM Aïn M'lila (D2)    | - | ???      |  |  |  |
| 6                              | USC Ain Beida (D2)    | - | n.c      |  |  |  |
| 7                              | n.c                   | - | n.c      |  |  |  |
| 8                              | n.c                   | - | n.c      |  |  |  |
| 9                              | n.c                   | - | n.c      |  |  |  |
| 10                             | n.c                   | - | n.c      |  |  |  |

## Trente-deuxièmes de finale
(Dernier tour régional) 
Les matchs se sont joués le ...
| Ligue du Centre  |                       |     |                    |               |  |                             |
| 1                | IRB Madania (D2)      | -   | ???                |               |  |                             |
| 2                | WR Bordj Menaïel (DH) | -   | ???                |               |  |                             |
| 3                | NIAD Alger (DH)       | -   | ???                |               |  |                             |
| 4                | O Médéa (DH)          | -   | ???                |               |  |                             |
| 5                | AR El Harrach (DH)    | -   | ???                |               |  |                             |
| Ligue de l'Ouest |                       |     |                    |               |  |                             |
| 1                | MB Saïda (D2)         | -   | ???                |               |  |                             |
| 2                | CRB Sfisef (DH)       | -   | ???                |               |  |                             |
| 3                | Nadi Tlemcen (D2)     | -   | ???                |               |  |                             |
| 4                | USM Bel Abbès (D2)    | -   | ???                |               |  |                             |
| 5                | IRB Mohamadia (DH)    | -   | ???                |               |  |                             |
| 6                | CR Tiaret (D?)        | -   | ???                |               |  |                             |
| Ligue de l'Est   |                       |     |                    |               |  |                             |
| 1                | NRB Khroub (D2)       | 2-0 | USC Ain Beida (D2) | Ramoul 2 buts |  | stade 17 juin / Constantine |
| 2                | CM Constantine (D2)   | -   | ???                |               |  |                             |
| 3                | IRB Khenchela (D2)    | -   | ???                |               |  |                             |
| 4                | WKF Collo (D2)        | -   | ???                |               |  |                             |
| 5                | AM Aïn M'lila (D2)    | -   | ???                |               |  |                             |

## Seizièmes de finale
Les équipes de l'élite celles qui évoluent en la Division 1 commencent à partir des seizièmes de finale.
Les rencontres comptant pour les seizièmes de finale de la compétition se sont déroulées le vendredi 4 avril 1980.
| #  | Club 1              | Résultat | Club 2                | Buteurs | Date | Stade                      |
| -- | ------------------- | -------- | --------------------- | ------- | ---- | -------------------------- |
| 1  | MB Saïda (D2)       | 2 - 0    | MP Alger (D1)         |         |      | Saïda                      |
| 2  | JE Tizi Ouzou (D1)  | 2 - 1    | IRB Madania (D2)      |         |      | Stade du 1er-Novembre-1954 |
| 3  | EP Sétif (D1)       | 3 - 1    | NIAD Alger (D3)       |         |      | Stade 8 mai 1945, Sétif    |
| 4  | MP Oran (D1)        | 3 - 0    | CRB Sfisef            |         |      |                            |
| 5  | MA Hussein Dey (D1) | 3 - 0    | O Médéa (D3)          |         |      |                            |
| 6  | Nadit Tlemcen (D2)  | 0 - 4    | GCR Mascara (D1)      |         |      | Stade Birouana / Tlemcen   |
| 7  | USK Alger (D1)      | 2 - 0    | WR Bordj Menaïel (D3) |         |      |                            |
| 8  | ASC Oran (D1)       | 3 - 0    | CR Tiaret             |         |      |                            |
| 9  | DNC Asnam (D1)      | 2 - 0    | IRB Khenchela (D2)    |         |      |                            |
| 10 | CS DNC Alger (D1)   | 2 - 0    | USM Bel-Abbès (D2)    |         |      |                            |
| 11 | ESM Guelma (D1)     | 1 - 0    | NRB Khroub (D2)       |         |      |                            |
| 12 | CM Constantine (D2) | 1 - 0    | RS Kouba (D1)         | t.a.b   |      |                            |
| 13 | USM El Harrach (D1) | 2 - 0    | WKF Collo (D2)        |         |      |                            |
| 14 | US Santé (D1)       | 2 - 0    | AM Aïn M'lila (D2)    |         |      |                            |
| 15 | IRB Mohamadia       | 1 - 0    | CN Batna (D1)         |         |      |                            |
| 16 | CM Belcourt (D1)    | 1 - 0    | AR El Harrach         |         |      |                            |

## Huitièmes de finale
Les rencontres comptant pour les huitièmes de finale de la compétition se sont déroulées le vendredi 18 avril 1980.(22 buts en 8 matches)
| # | Club 1              | Résultat            | Club 2              | Buteurs | Date | Stade                        |
| - | ------------------- | ------------------- | ------------------- | ------- | ---- | ---------------------------- |
| 1 | GCR Mascara (D1)    | 1 - 0               | ESM Guelma (D1)     |         |      |                              |
| 2 | EP Sétif (D1)       | 1 - 1 t.a.b (4 - 2) | MP Oran (D1)        |         |      | Stade 8 mai 1945, Sétif      |
| 3 | JE Tizi Ouzou (D1)  | 2 - 0               | MB Saïda (D2)       |         |      | Stade du 19 juin 1965 (Oran) |
| 4 | USK Alger (D1)      | 5 - 1               | CM Constantine (D2) |         |      |                              |
| 5 | MA Hussein Dey (D1) | 2 - 1               | CM Belcourt (D1)    |         |      |                              |
| 6 | DNC Asnam (D1)      | 1 - 0               | US Santé (D1)       |         |      |                              |
| 7 | ASC Oran (D1)       | 4 - 0               | IRB Mohamadia       |         |      |                              |
| 8 | CS DNC Alger (D1)   | 1 - 0               | USM El Harrach (D1) |         |      |                              |

## Quarts de finale
Les rencontres comptant pour les quarts de finale de la compétition se sont déroulées le vendredi 9 mai 1980.
| # | Club 1             | Résultat | Club 2              | Buteurs           | Date | Stade                           |
| - | ------------------ | -------- | ------------------- | ----------------- | ---- | ------------------------------- |
| 1 | USK Alger (D1)     | 2 - 0    | MA Hussein Dey (D1) | Djebbar Guedioura |      |                                 |
| 2 | JE Tizi Ouzou (D1) | 2 - 0    | ASC Oran (D1)       |                   |      | Stade du 5-Juillet-1962 (Alger) |
| 3 | EP Sétif (D1)      | 3 - 1    | GCR Mascara (D1)    |                   |      | Stade 8 mai 1945, Sétif         |
| 4 | CS DNC Alger (D1)  | 2 - 1    | DNC Asnam (D1)      |                   |      |                                 |

## Demi-finales
Les rencontres comptant pour les demi-finales de la compétition se sont déroulées le vendredi 23 mai 1980.
| # | Club 1         | Résultat           | Club 2             | date                        | Buteurs | Stade                           |
| - | -------------- | ------------------ | ------------------ | --------------------------- | ------- | ------------------------------- |
| 1 | USK Alger (D1) | 0 - 0 ap (tab 6-5) | JE Tizi Ouzou (D1) | 23-5-1980* match télévisé * | /       | Stade du 5-Juillet-1962 (Alger) |
| 2 | EP Sétif (D1)  | 2 - 1 ap           | CS DNC Alger (D1)  | 23-5-1980                   |         | Stade du 20-Août-1955 (Alger)   |

## Finale
Les finales des catégories juniors et cadets et celle de la section militaire se sont également déroulées à la même date et au même stade.
| Entraîneur :  |
| Mokhtar Aribi |

| Entraîneur : |
| Beliakov     |

| Entraîneur :  |
| Mokhtar Aribi |

| Entraîneur : |
| Beliakov     |

| |  |  |  |
| \| Coupe d'Algérie de Football Vainqueur 1980 \| \| ------------------------------------------ \| \| EP Sétif 5e titre \| |  |  |  |
| Coupe d'Algérie de Football Vainqueur 1980                                                                                |  |  |  |
| EP Sétif 5e titre |  |  |  |

## Finale de la Coupe d'Algérie Juniors
| Édition   | Date | Vainqueur      | Score      | Finaliste | Buteurs | Lieu |
| --------- | ---- | -------------- | ---------- | --------- | ------- | ---- |
| 1979-1980 | 1980 | JE Tizi-Ouzzou | 0 - 0 Pen. | EP Sétif  |         |      |

## Finale de la Coupe d'Algérie Cadets
Pas de compétition joué